# コノピシュチェ城

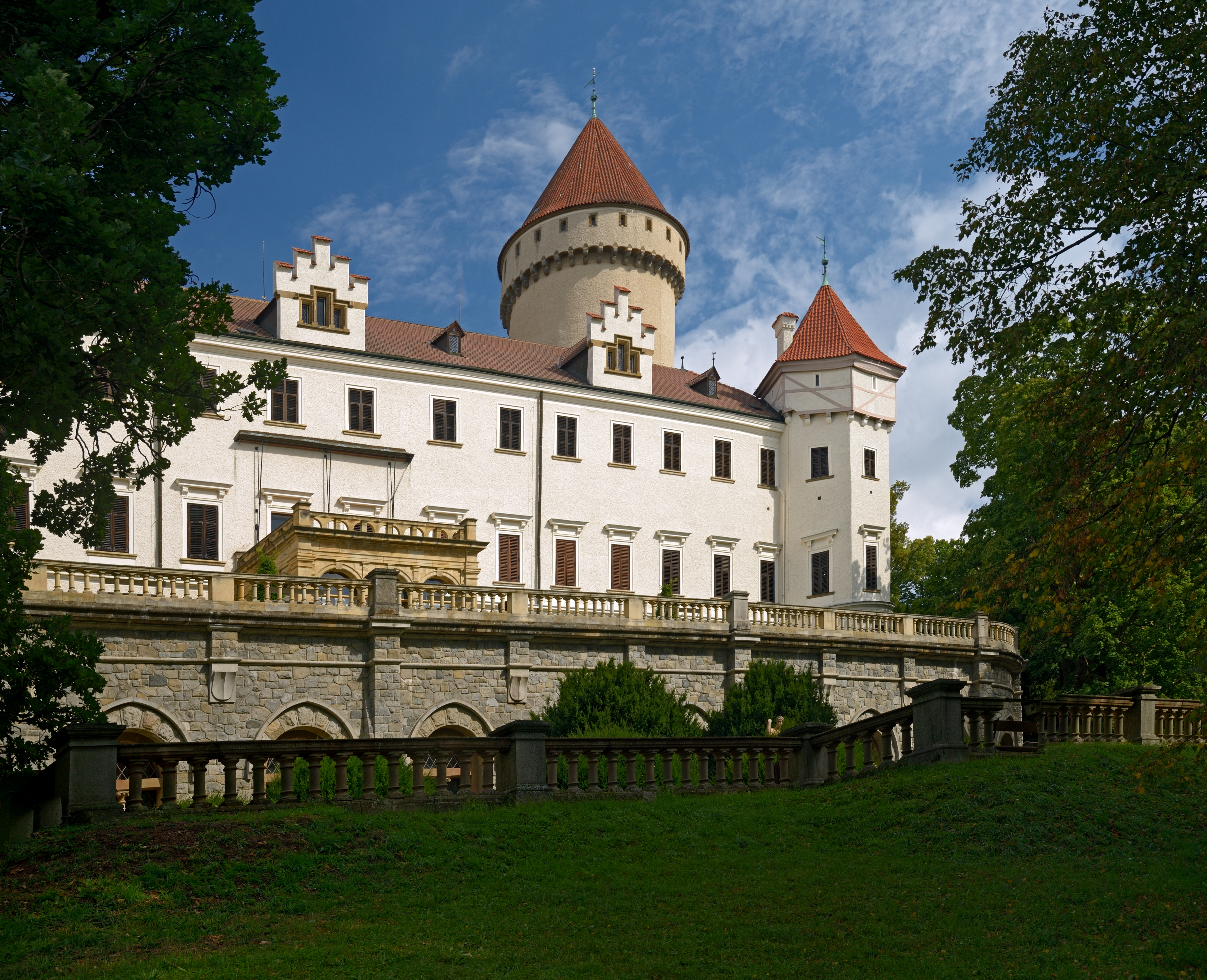
城の中心となる建物

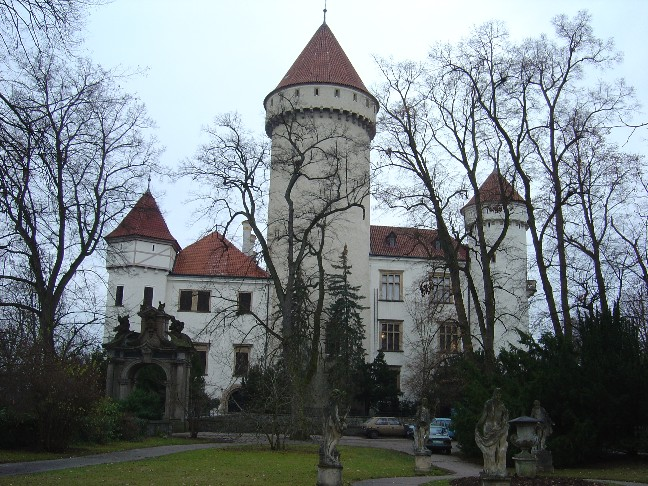
城の全景、秋

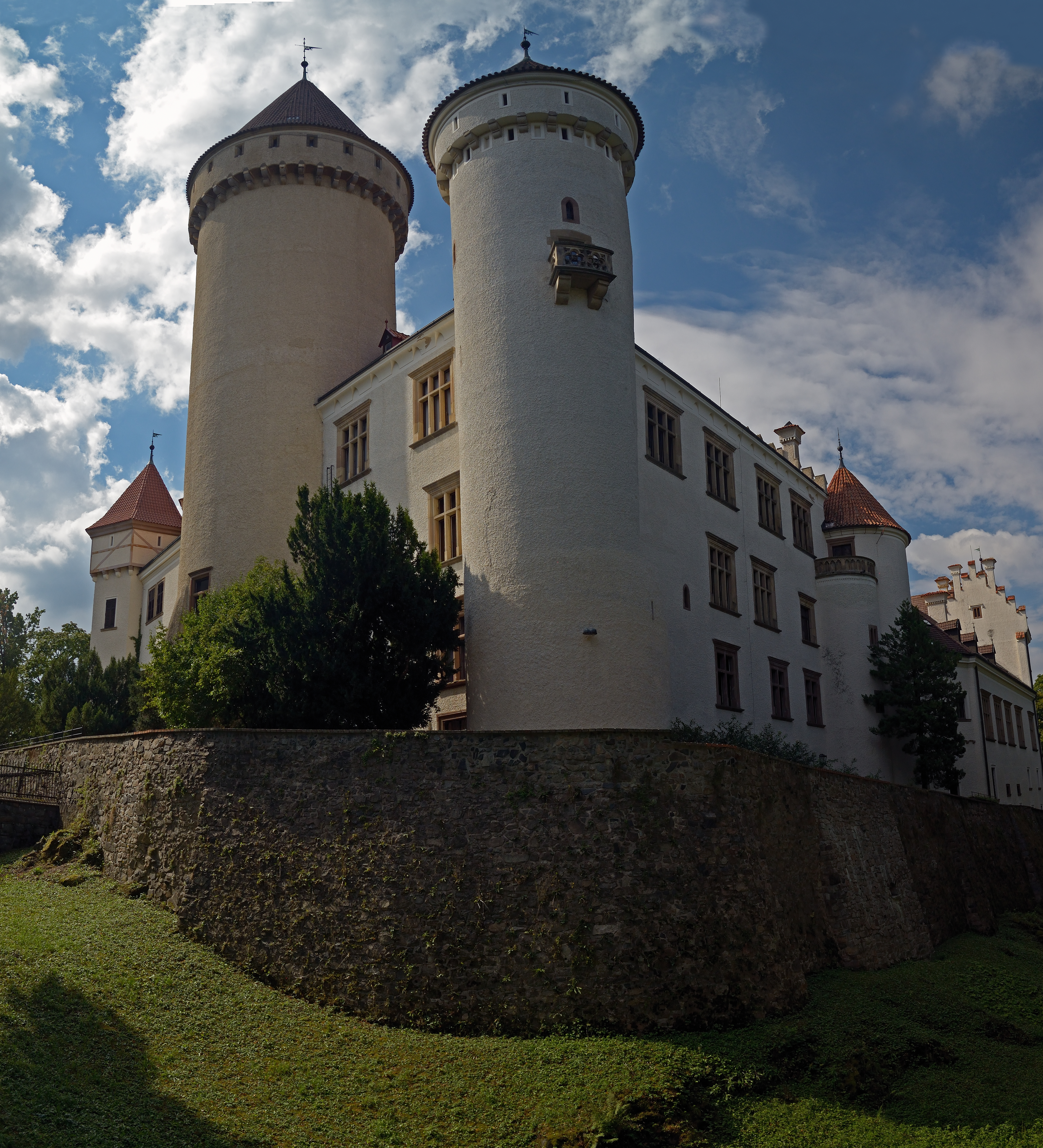
城の塔

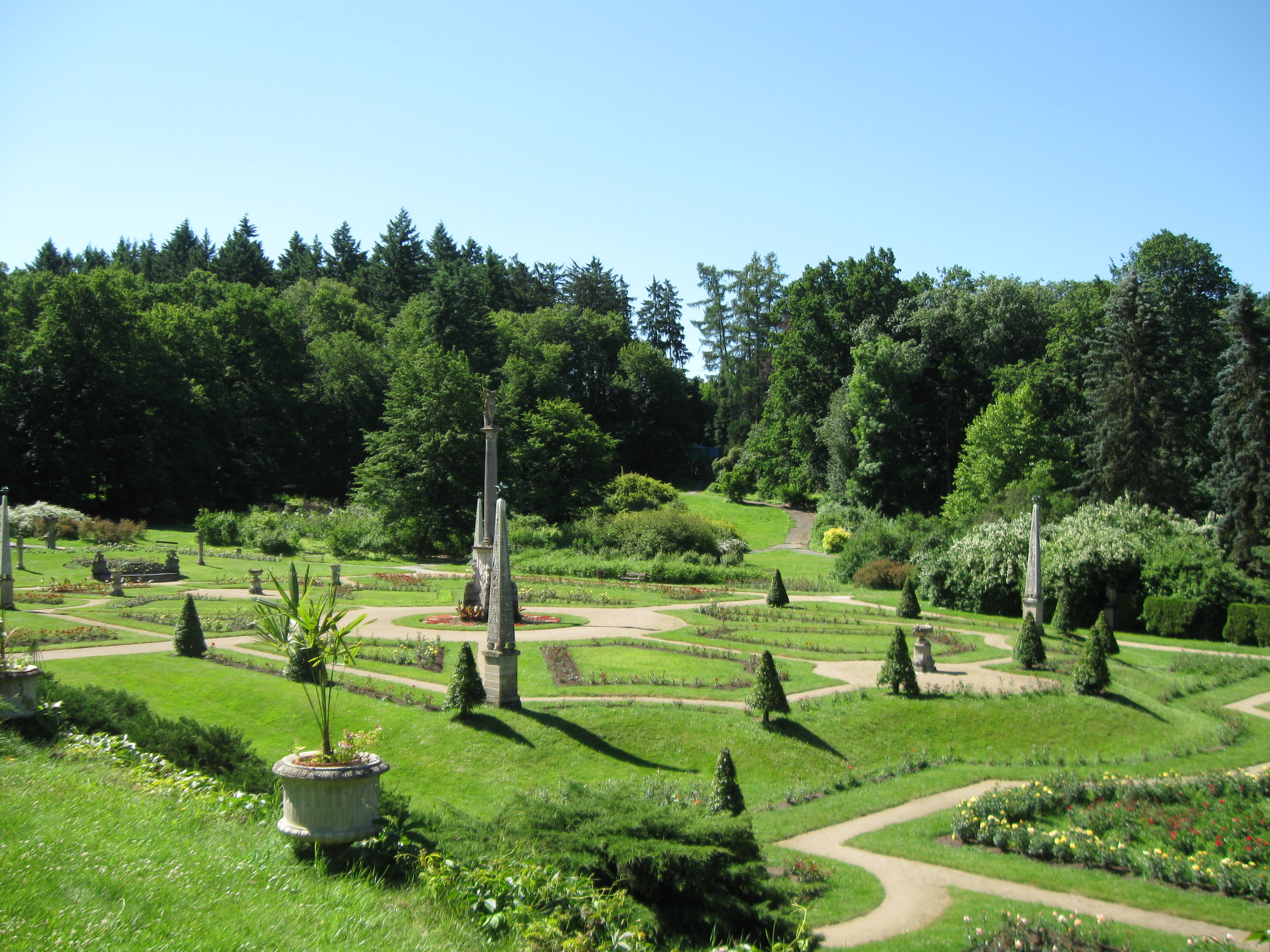
城のバラ園

コノピシュチェ城（チェコ語発音： [コノピシュチェ 城（チェコ語: ˈkonopɪ zámek Konopiště,ドイツ語:Schloss Konopischt ）は、チェコ共和国 中央ボヘミア地方のコノピシュチェ（現在はベネショフの一部）にある、4つの翼を持つ3階建ての城である。オーストリア・ハンガリー帝国の王位継承者であったフランツ・フェルディナント大公の最後の居城として有名である。フランツ・フェルディナント大公はサラエボで暗殺され、第一次世界大戦の引き金となった。

## 歴史
1294年頃、ベネショフのプラハ司教トビアシュによって、長方形の平面と角から突き出た丸い塔で最も効果的な防御を可能にした、フランスの城のようなスタイルのゴシック様式の要塞として築城されたようである。記録によると、1318年にはベネショフ近郊のベネショヴィッチ家が城主となり、1327年にはシュテルンベルク家の手に渡った。1468年、ポディエブラディ公ジョルジュの軍により、約2年に及ぶ包囲戦の末、城は征服された。
1603年、ホジェヨフのドロタ・ホジェヨフスキーがこの領地を購入し、古いゴシック様式の要塞にルネサンス様式の改造を施した。ホジェヨフスキー家は、1620年のボヘミア反乱に積極的に参加したため、領地を要塞化した。アルブレヒト・フォン・ヴァレンシュタインが城を取得し、その後、ヴァチノフのアダム・ミヒナが城を引き継いだ。ミヒナは農奴を弾圧して悪名を馳せましたが、農奴はミヒナに反乱を起こし、1657年にコノピシュチェを征服しました。
1648年にスウェーデンがコノピシュテェを占領し略奪した後、ヴルトバ家が荒廃した建物を購入した。1725年以降、バロック様式の城に改築された。跳ね橋は石橋に架け替えられ、東塔の近くには城壁に新しい入口が設けられた。この門は、フランティシェク・マクスミリアン・カニカの設計によるもので、マティアス・ブラウンの工房の彫像が飾られていた。1746年、4つの塔の上層部が破壊され、1つの塔は完全に取り壊されました。内装の修復中に、大広間の天井に神話や寓話のフレスコ画が描かれ、ラザール・ヴィルトマンによる彫刻装飾が施された大理石の暖炉が作られました。
オーストリアのフランツ・フェルディナント大公は、1887年、退位したモデナ公フランシスコ5世の遺産でコノピシュテを購入した。1889年から1894年にかけて、建築家ヨーゼフ・モッカーによって、将来の皇帝にふさわしい豪華な邸宅に改修された。テラス、バラ園、彫像のある225ヘクタール（550エーカー）の広大な英国式庭園も同時に造られた。
1914年6月、彼はドイツ皇帝ヴィルヘルム2世を招待し、バラを鑑賞させた。政治的な話をする限り、彼らはルーマニアについて話し合ったが、当時、セルビアへの攻撃やオーストリア＝ハンガリー帝国の分裂を計画しているという文書化されていない陰謀説が生まれた。
1921年以来、この城はチェコスロバキア、後のチェコ国家の所有物となり、国有化された90の資産のひとつとなった。文化省は城の維持に年間80万米ドル以上を費やし、入場券の売り上げと臨時行事のためのレンタル料でほぼ同額を回収していると言われている。
2000年、フランツ・フェルディナントとその莫大な財産を所有した ホーエンベルク公爵夫人ソフィーの曾孫娘であるプリンセス・ソフィー・フォン・ホーエンベルクは、ホーエンベルク家への城の返還を求める訴訟を起こした。 ベネショフで起こされたこの訴訟は、城、6,070ヘクタール（15,000エーカー）の森林、醸造所の返還を求めていた。